# Black, Brown and Beige (album)
Black, Brown and Beige è un album discografico jazz di Duke Ellington and his orchestra, con la partecipazione di Mahalia Jackson. Il disco venne pubblicato dalla Columbia Records nel 1958.

## Descrizione
L'album è la registrazione di una versione riveduta e corretta della suite Black, Brown and Beige composta da Ellington nel 1943 ispirandosi al cammino di emancipazione del popolo afroamericano negli Stati Uniti. Dopo un responso critico negativo alla prima esecuzione della composizione nel 1943, Ellington modificò la suite inizialmente composta da tre parti, dividendola in sei altre sezioni più brevi, con l'aggiunta di Come Sunday e Work Song, ed è questa versione che venne incisa alla Columbia nel '58.

## Tracce
- Tutte le composizioni sono opera di Duke Ellington.

1. Part I – 8:17
2. Part II – 6:14
3. Part III (aka Light) – 6:26
4. Part IV (aka Come Sunday) – 7:58
5. Part V (aka Come Sunday) – 3:46
6. Part VI (23rd Psalm) – 3:01

Bonus tracks riedizione CD
1. Track 360 (aka Trains – alternative take) – 2:02
2. Blues in Orbit (aka Tender – alternative take) – 2:36
3. Part I (alternative take) – 6:49
4. Part II (alternative take) – 6:38
5. Part III (alternative take) – 3:08
6. Part IV (alternative take) – 2:23
7. Part V (alternative take) – 5:51
8. Part VI (alternative take) – 1:59
9. Studio conversation (Mahalia Swears) – 0:07
10. Come Sunday (a cappella) – 5:47
11. Pause track – 0:06

## Formazione
- Duke Ellington - pianoforte
- William "Cat" Anderson - tromba
- Harold Shorty Baker - tromba
- Clark Terry - tromba
- Ray Nance - tromba, violino
- John Sanders - trombone
- Quentin Jackson - trombone
- Britt Woodman - trombone
- Paul Gonsalves - sassofono tenore
- Bill Graham - sassofono contralto
- Harry Carney - sassofono baritono
- Jimmy Woode - contrabbasso
- Sam Woodyard - batteria
- Mahalia Jackson - voce